# Julus guerinii
Julus guerinii är en mångfotingart som beskrevs av Brandt 1841. Julus guerinii ingår i släktet Julus och familjen kejsardubbelfotingar. Inga underarter finns listade i Catalogue of Life.